# مايكل تونيس
مايكل تونيس (بالألمانية: Michael Tönnies) (مواليد 19 ديسمبر 1959 في إسن - 26 يناير 2017) لاعب كرة قدم ألماني متقاعد كان يلعب في خط الهجوم. لعب في ألمانيا لصالح نادي شالكه 04 الألماني ونادي دويسبورغ الألماني وغيرهما من الأندية الألمانية.

## بداياته
بدأ تونيس حياته المهنية في سن الحادية عشرة لصالح نادي شونيبيك، ثم لعب في عام 1974م في شباب شالكه 04 ثم لعب في دوري الدرجة الأولى الألماني لصالح نادي شالكه 04 منذ عام 1978م وحتى عام 1980م سبع مباريات فقط، ولعب للعديد من الأندية الأخرى الألمانية.

## أرقام قياسية
وكان مايكل تونيس هداف دوري الدرجة الثانية الألماني موسم (1990–1991 م) برصيد 29 هدفًا لصالح فريقه في هذا الموسم دويسبورغ.
وفي 27 أغسطس عام 1991 م سجل تونيس أول أسرع هاتريك في تاريخ الكرة الألمانية في غضون ستة دقائق (10 ، 11 ، 15) في مباراة فريقه ضد فريق كارلسروه إلى أن استطاع ليفاندوفسكي كسر هذا الرقم واستطاع تسجيل أسرع هاتريك في تاريخ الكرة الألمانية في غضون خمس دقائق (51 ، 52 ، 55) في مباراة فريقه ضد فريق فولفسبورغ في 22 سبتمبر 2015. وسجل تونيس في هذا المباراة والتي انتهت بنتيجة 6–2 لصالح فريقه، خمسة أهداف.

## روابط خارجية
- مايكل تونيس على موقع قاعدة بيانات كرة القدم.إي يو (الإنجليزية)
- مايكل تونيس على موقع بيانات كرة القدم. دي إي (الألمانية)
- مايكل تونيس على موقع عالم كرة القدم.نت (الإنجليزية)